# Isolatorweg (métro d'Amsterdam)
 (octobre 2023).
Si vous disposez d'ouvrages ou d'articles de référence ou si vous connaissez des sites web de qualité traitant du thème abordé ici, merci de compléter l'article en donnant les références utiles à sa vérifiabilité et en les liant à la section « Notes et références ».
Isolatorweg est une station de métro à Amsterdam, aux Pays-Bas. Terminus nord-ouest des lignes 50 et 51 du métro d'Amsterdam, elle a été mise en service le 28 mai 1997.